# Mór vasútállomás
Mór vasútállomás egy Fejér vármegyei vasútállomás, melyet a MÁV üzemeltet Mór városában. 
A belterület nyugati szélén helyezkedik el, a 8216-os út vasúti keresztezése közelében, attól északra; közúti elérését az abból kiágazó 82 304-es számú mellékút (települési nevén Gyár utca) biztosítja, de egy másik utcán elérhető a 81-es főút felől is.

## Vasútvonalak
Az állomást az alábbi vasútvonalak érintik:
- Székesfehérvár–Komárom-vasútvonal
- Mór–Pusztavám-vasútvonal

## Kapcsolódó állomások
A vasútállomáshoz az alábbi állomások vannak a legközelebb:
- Bakonysárkány vasútállomás (Székesfehérvár–Komárom-vasútvonal)
- Csókakő megállóhely (Székesfehérvár–Komárom-vasútvonal)
- Pusztavám vasútállomás (Mór–Pusztavám-vasútvonal)

## Forgalom
| Járat | Útvonal | Gyakoriság |
| ----- | --- | ---------- |
| S150  | Székesfehérvár – Szárazrét – Bodajk – Csókakő – Mór – Bakonysárkány – Kisbér – Nagyigmánd-Bábolna – Szőny-Déli – Komárom | 2 óránként |

## Képgaléria

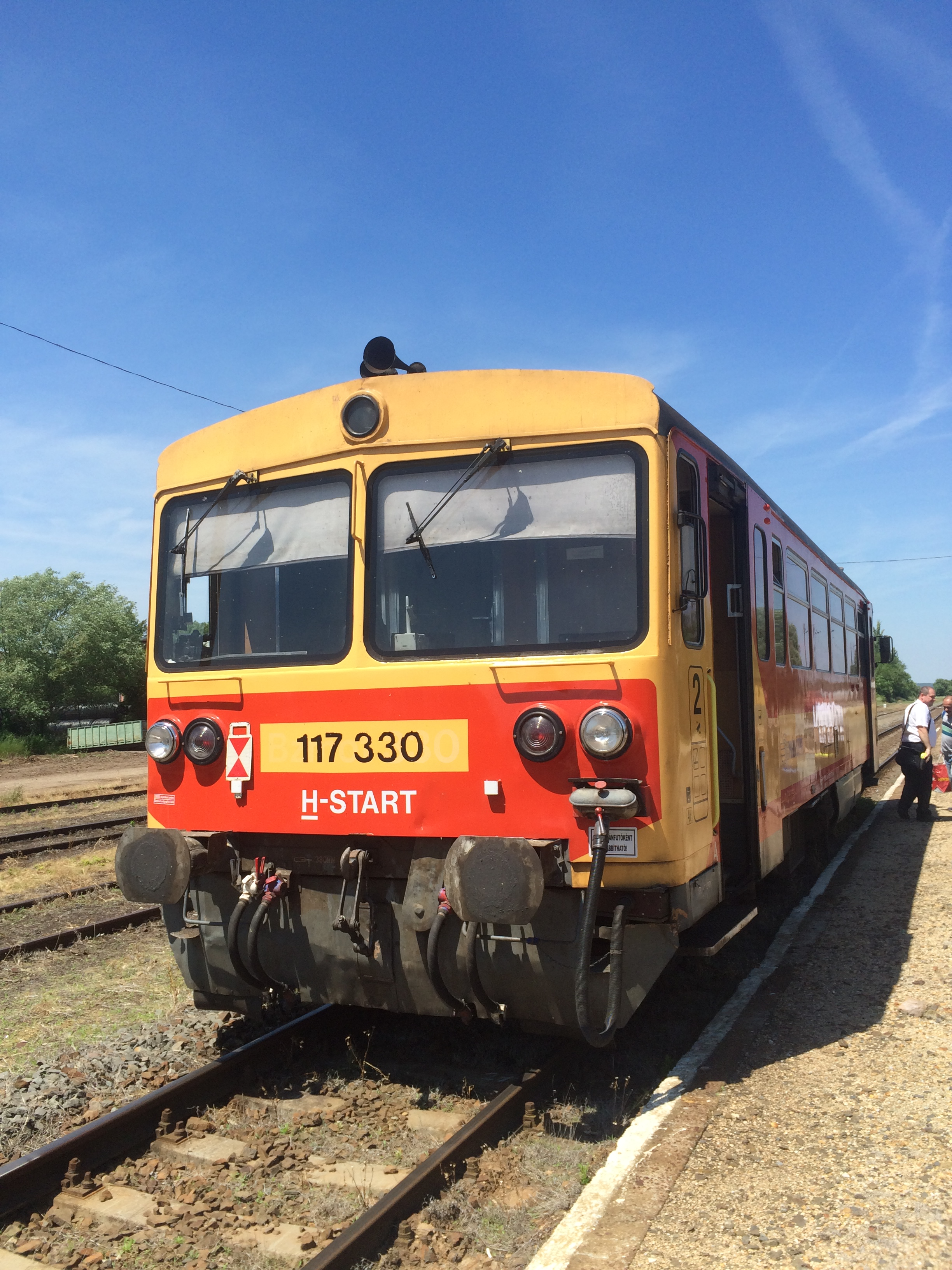
Egy Bzmot típusú motorvonat áll Mór vasútállomáson S150-es járatával
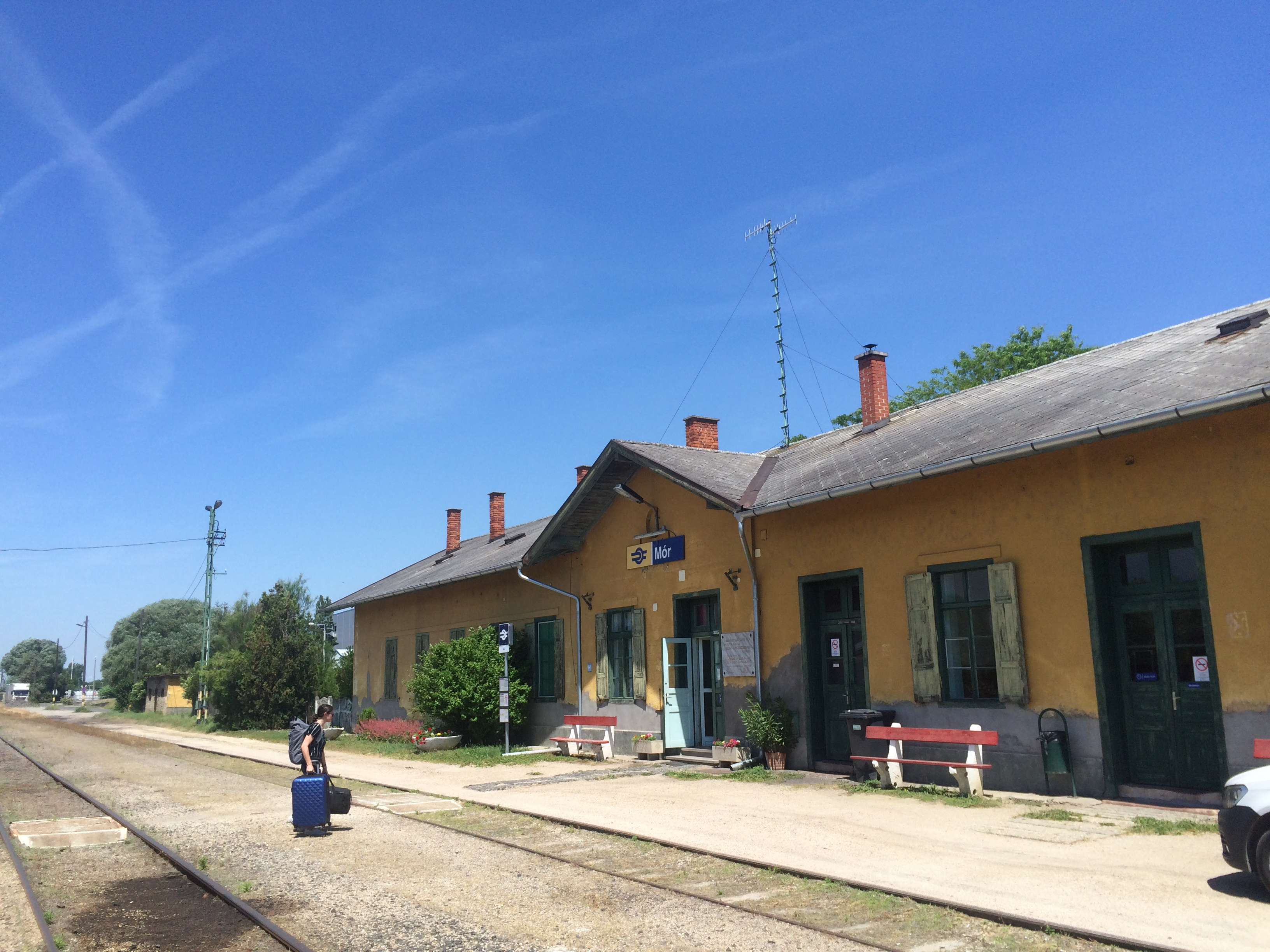
Mór állomásépülete a vágányok felől nézve
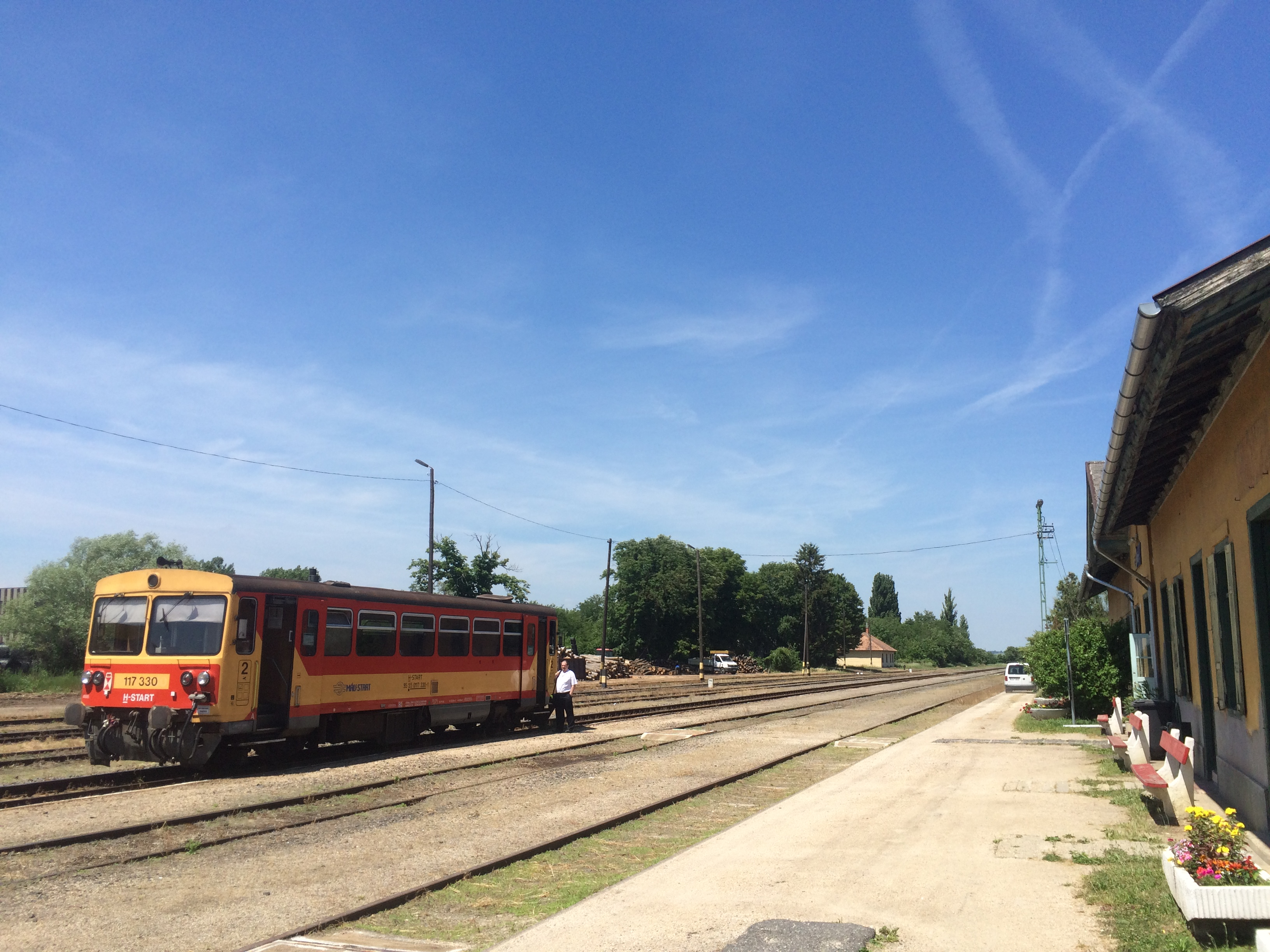
Egy Bzmot áll a móri vasútállomás harmadik vágányán